# Ichneumon plebejuse
Ichneumon plebejuse là một loài tò vò trong họ Ichneumonidae.